# Tupla
Tupla är ett finländskt varumärke för chokladstycksaker som tillverkas av Cloetta. Den ursprungliga varianten består av kakaonougat och rostad mandel, täckt av mjölkchoklad. Tupla är det finska ordet för "dubbel" och syftar på att det finns två chokladbitar i förpackningen.
Tupla började säljas 1960, då tillverkad av det finländska företaget Hellas. Produkten utvecklades av Hellas laboratoriechef Anja Jäkälä med Milky Way och Mars som förebilder. År 2018 såldes omkring 22 miljoner Tupla vilket gjorde den till Finlands mest sålda chokladbit.